# Ficiomyia perarticulata
Ficiomyia perarticulata är en tvåvingeart som beskrevs av Ephraim Porter Felt 1922. Ficiomyia perarticulata ingår i släktet Ficiomyia och familjen gallmyggor.
Artens utbredningsområde är Florida. Inga underarter finns listade i Catalogue of Life.